# Festival de la Canción de Eurovisión 1973
El XVIII Festival de la Canción de Eurovisión tuvo lugar en Luxemburgo el día 7 de abril de 1973. La presentación del evento corrió a manos de Helga Guitton y la vencedora fue la canción luxemburguesa "Tu te reconnaîtras" ("Tú te reconocerás"). En el intermedio actuó el popular payaso español, Charlie Rivel.
Como parte de las reglas del concurso, se introdujo la posibilidad de interpretar el tema en un idioma diferente al del país de origen del cantante. Debido a esto, varios países participantes presentaron temas en inglés.
Este año fue la primera participación de Israel en el festival. Debido a los tristes incidentes ocurridos en los Juegos Olímpicos de Múnich 1972, la cantante de este país se vio rodeada de unas rígidas fuerzas de seguridad (corrió la leyenda durante décadas de que llevaba un chaleco antibalas bajo su vestido, aunque ella desmintió el mito).
El evento estuvo marcado por un escándalo: la canción española "Eres tú" de Mocedades fue acusada de ser un plagio de la canción Yugoslava de 1966, Brez Besed, interpretada por Berta Ambrož, pese a lo cual no fue descalificada. A pesar de todo, la canción se convirtió en un gran éxito a nivel mundial, llegando a superar incluso a la canción ganadora.
Fue el primer festival emitido en color en España.

## Países participantes

### Canciones y selección
| País y TV               | Título original de la canción     | Artista            | Proceso y fecha de selección            |
| País y TV               | Traducción al español             | Idiomas            | Proceso y fecha de selección            |
| ----------------------- | --------------------------------- | ------------------ | --------------------------------------- |
| Alemania Occidental ARD | Junger Tag                        | Gitte              | Ein lied für Luxemburg 1973, 21-02-1973 |
| Alemania Occidental ARD | Joven día                         | Alemán             | Ein lied für Luxemburg 1973, 21-02-1973 |
| Bélgica BRT             | Baby, Baby                        | Nicole & Hugo      | Liedje voor Luxemburg 1973, 25-02-1973  |
| Bélgica BRT             | Cariño, cariño                    | Neerlandés         | Liedje voor Luxemburg 1973, 25-02-1973  |
| España TVE              | Eres tú                           | Mocedades          | Elección Interna                        |
| España TVE              | -                                 | Español            | Elección Interna                        |
| Finlandia YLE           | Tom Tom Tom                       | Marion Rung        | Euroviisut 1973, 03-02-1973             |
| Finlandia YLE           | -                                 | Inglés             | Euroviisut 1973, 03-02-1973             |
| Francia ORTF            | Sans toi                          | Martine Clémenceau | Final Nacional, 06-03-1973              |
| Francia ORTF            | Sin ti                            | Francés            | Final Nacional, 06-03-1973              |
| Irlanda RTÉ             | Do I Dream?                       | Maxi               | Final Nacional, 25-02-1973              |
| Irlanda RTÉ             | ¿Estoy soñando?                   | Inglés             | Final Nacional, 25-02-1973              |
| Israel IBA              | Ey Sham                           | Ilanit             | Elección Interna                        |
| Israel IBA              | En algún lugar                    | Hebreo             | Elección Interna                        |
| Italia RAI              | Chi sarà con te?                  | Massimo Ranieri    | Elección Interna                        |
| Italia RAI              | ¿Quién estará contigo?            | Italiano           | Elección Interna                        |
| Luxemburgo CLT          | Tu te reconnaîtras                | Anne-Marie David   | Elección Interna                        |
| Luxemburgo CLT          | Tú te reconocerás                 | Francés            | Elección Interna                        |
| Mónaco TMC              | Un train qui part                 | Marie              | Elección Interna                        |
| Mónaco TMC              | Un tren que parte                 | Francés            | Elección Interna                        |
| Noruega NRK             | It's Just a Game                  | Bendik Singers     | Melodi Grand Prix 1973, 17-02-1973      |
| Noruega NRK             | Solo es un juego                  | Inglés y Francés   | Melodi Grand Prix 1973, 17-02-1973      |
| Países Bajos NOS        | De oude muzikant                  | Ben Cramer         | Nationaal Songfestival 1973, 28-02-1973 |
| Países Bajos NOS        | El viejo músico                   | Neerlandés         | Nationaal Songfestival 1973, 28-02-1973 |
| Portugal RTP            | Tourada                           | Fernando Tordo     | Festival da Canção 1973, 26-02-1973     |
| Portugal RTP            | Corrida de toros                  | Portugués          | Festival da Canção 1973, 26-02-1973     |
| Reino Unido BBC         | Power to All Our Friends          | Cliff Richard      | A Song for Europe, 24-02-1973           |
| Reino Unido BBC         | Fuerza para todos nuestros amigos | Inglés             | A Song for Europe, 24-02-1973           |
| Suecia SR               | You're Summer                     | The Nova           | Melodifestivalen 1973, 10-02-1973       |
| Suecia SR               | Eres verano                       | Inglés             | Melodifestivalen 1973, 10-02-1973       |
| Suiza SSR SRG           | Je vais me marier, Marie          | Patrick Juvet      | Final Nacional, 16-02-1973              |
| Suiza SSR SRG           | ¡Me caso, María!                  | Francés            | Final Nacional, 16-02-1973              |
| Yugoslavia JRT          | Gori vatra                        | Zdravko Čolić      | Pjesma Eurovizije 1973, 03-03-1973      |
| Yugoslavia JRT          | El fuego arde                     | Bosnio             | Pjesma Eurovizije 1973, 03-03-1973      |

## Resultados
Las votaciones se realizaron votando de tres en tres jurados de cada país, por ello únicamente hubo 6 turnos de votos. Fue una competición muy reñida entre RTL, TVE y la BBC, las televisiones con sede en Luxemburgo, Madrid y Londres respectivamente. El cantante de Reino Unido comenzó en primera posición en el primer turno de votos, pero después la canción de Luxemburgo alcanzó a la británica. Posteriormente al votar el jurado de Luxemburgo, y habiendo votado el jurado español, pero aún sin los votos de los británicos, Reino Unido volvió a liderar la competición. Tras los votos del jurado de estos últimos, Luxemburgo y España volvieron a adelantar a la canción británica. La canción de España, aunque estuvo en el top tres de la competición durante todo el concurso, no lideró la competición en ningún momento. Finalmente, entre Luxemburgo y España hubo 4 puntos de diferencia y 2 entre esta última y el Reino Unido.
| #  | País                | Intérprete(s)      | Canción                    | Lugar | Puntos |
| -- | ------------------- | ------------------ | -------------------------- | ----- | ------ |
| 01 | Finlandia           | Marion Rung        | «Tom tom tom»              | 6     | 93     |
| 02 | Bélgica             | Nicole & Hugo      | «Baby, baby»               | 17    | 58     |
| 03 | Portugal            | Fernando Tordo     | «Tourada»                  | 10    | 80     |
| 04 | Alemania Occidental | Gitte              | «Junger Tag»               | 9     | 85     |
| 05 | Noruega             | Bendik Singers     | «It's just a game»         | 7     | 89     |
| 06 | Mónaco              | Marie              | «Un train qui part»        | 8     | 85     |
| 07 | España              | Mocedades          | «Eres tú»                  | 2     | 125    |
| 08 | Suiza               | Patrick Juvet      | «Je vais me marier, Marie» | 12    | 79     |
| 09 | Yugoslavia          | Zdravko Čolić      | «Gori vatra»               | 15    | 65     |
| 10 | Italia              | Massimo Ranieri    | «Chi sarà con te?»         | 13    | 74     |
| 11 | Luxemburgo          | Anne-Marie David   | «Tu te reconnaîtras»       | 1     | 129    |
| 12 | Suecia              | The Nova           | «You're summer»            | 5     | 94     |
| 13 | Países Bajos        | Ben Cramer         | «De oude muzikant»         | 14    | 69     |
| 14 | Irlanda             | Maxi               | «Do I dream?»              | 11    | 80     |
| 15 | Reino Unido         | Cliff Richard      | «Power to all our friends» | 3     | 123    |
| 16 | Francia             | Martine Clémenceau | «Sans toi»                 | 16    | 65     |
| 17 | Israel              | Ilanit             | «Ey Sham»                  | 4     | 97     |

## Votaciones

### Tabla de votaciones
| Bandera de Finlandia                 | Bandera de Bélgica  | Bandera de Portugal | Bandera de Alemania Occidental | Bandera de Noruega | Bandera de Mónaco | Bandera de España | Bandera de Suiza | Bandera de Yugoslavia | Bandera de Italia | Bandera de Luxemburgo | Bandera de Suecia | Bandera de los Países Bajos | Bandera de Irlanda | Bandera del Reino Unido | Bandera de Francia | Bandera de Israel | Total |   |     |
| Participantes                        | Finlandia           |                     | 9                              | 5                  | 6                 | 6                 | 5                | 6                     | 6                 | 7                     | 2                 | 6                           | 7                  | 5                       | 5                  | 9                 | 4     | 5 | 93  |
| Participantes                        | Bélgica             | 4                   |                                | 3                  | 4                 | 3                 | 6                | 6                     | 4                 | 4                     | 2                 | 4                           | 2                  | 3                       | 4                  | 5                 | 2     | 2 | 58  |
| Participantes                        | Portugal            | 4                   | 6                              |                    | 5                 | 5                 | 4                | 8                     | 8                 | 6                     | 3                 | 4                           | 2                  | 5                       | 4                  | 5                 | 6     | 5 | 80  |
| Participantes                        | Alemania occidental | 2                   | 5                              | 6                  |                   | 4                 | 5                | 9                     | 7                 | 4                     | 3                 | 7                           | 6                  | 5                       | 6                  | 5                 | 7     | 4 | 85  |
| Participantes                        | Noruega             | 8                   | 5                              | 5                  | 6                 |                   | 7                | 6                     | 7                 | 6                     | 5                 | 7                           | 3                  | 3                       | 3                  | 3                 | 6     | 9 | 89  |
| Participantes                        | Mónaco              | 6                   | 3                              | 2                  | 4                 | 3                 |                  | 6                     | 5                 | 9                     | 8                 | 6                           | 4                  | 5                       | 6                  | 9                 | 5     | 4 | 85  |
| Participantes                        | España              | 3                   | 8                              | 9                  | 9                 | 4                 | 9                |                       | 8                 | 9                     | 10                | 8                           | 7                  | 10                      | 10                 | 4                 | 9     | 8 | 125 |
| Participantes                        | Suiza               | 4                   | 3                              | 3                  | 4                 | 7                 | 5                | 7                     |                   | 6                     | 4                 | 6                           | 3                  | 8                       | 7                  | 7                 | 2     | 3 | 79  |
| Participantes                        | Yugoslavia          | 5                   | 3                              | 3                  | 4                 | 2                 | 5                | 8                     | 6                 |                       | 2                 | 4                           | 2                  | 4                       | 5                  | 4                 | 4     | 4 | 65  |
| Participantes                        | Italia              | 2                   | 5                              | 3                  | 5                 | 5                 | 5                | 5                     | 7                 | 5                     |                   | 5                           | 5                  | 4                       | 4                  | 5                 | 5     | 4 | 74  |
| Participantes                        | Luxemburgo          | 6                   | 6                              | 8                  | 7                 | 8                 | 7                | 6                     | 10                | 9                     | 9                 |                             | 8                  | 9                       | 8                  | 10                | 10    | 8 | 129 |
| Participantes                        | Suecia              | 8                   | 4                              | 4                  | 5                 | 8                 | 5                | 7                     | 9                 | 6                     | 5                 | 6                           |                    | 6                       | 5                  | 7                 | 4     | 5 | 94  |
| Participantes                        | Países Bajos        | 4                   | 4                              | 2                  | 5                 | 5                 | 4                | 5                     | 5                 | 5                     | 4                 | 7                           | 3                  |                         | 5                  | 3                 | 6     | 2 | 69  |
| Participantes                        | Irlanda             | 3                   | 7                              | 2                  | 4                 | 6                 | 6                | 7                     | 5                 | 5                     | 5                 | 6                           | 5                  | 6                       |                    | 5                 | 4     | 4 | 80  |
| Participantes                        | Reino Unido         | 9                   | 6                              | 6                  | 7                 | 7                 | 8                | 4                     | 8                 | 8                     | 5                 | 10                          | 9                  | 10                      | 9                  |                   | 8     | 9 | 123 |
| Participantes                        | Francia             | 4                   | 3                              | 2                  | 4                 | 4                 | 5                | 5                     | 4                 | 7                     | 2                 | 3                           | 5                  | 5                       | 5                  | 5                 |       | 2 | 65  |
| Participantes                        | Israel              | 6                   | 6                              | 5                  | 7                 | 5                 | 7                | 4                     | 6                 | 7                     | 7                 | 8                           | 6                  | 6                       | 7                  | 5                 | 5     |   | 97  |
| LA TABLA ESTÁ ORDENADA POR APARICIÓN |                     |                     |                                |                    |                   |                   |                  |                       |                   |                       |                   |                             |                    |                         |                    |                   |       |   |     |

### Máximas puntuaciones
Tras la votación los países que recibieron 10 puntos (máxima puntuación que podía otorgar el jurado) fueron:
| N.º | A           | De                            |
| --- | ----------- | ----------------------------- |
| 3   | Luxemburgo  | Suiza, Reino Unido, Francia   |
| 3   | España      | Italia, Países Bajos, Irlanda |
| 2   | Reino Unido | Luxemburgo, Países Bajos      |